# Miron Gordon
Miron Gordon (ur. 1947 w Wilnie, zm. 10 kwietnia 1996 w Jerozolimie) – izraelski dyplomata, w latach 1990–1993 ambasador Izraela w Polsce.

## Życiorys
Urodził się w Wilnie w rodzinie polskich Żydów. W 1957 wraz z rodziną w wyniku ostatniej masowej fali wysiedleń Polaków z dawnych ziem polskich zamieszkał w Łodzi. W 1959 wyemigrował do Izraela. Zmarł w Jerozolimie na atak serca.
Odznaczony Krzyżem Komandorskim Orderu Zasługi Rzeczypospolitej Polskiej (1994).